# Associação Atlética Cultural Copagril
A equipe Copagril/Sempre Vida/Sicredi/Marechal Cândido Rondon, ou simplesmente Copagril Futsal, é um clube brasileiro da modalidade de futebol de salão, da cidade de Marechal Cândido Rondon, Paraná. A equipe tem como sua casa o Ginásio de Esportes Ney Braga, que tem capacidade para receber até 4.200 pessoas.
As cores predominantes da equipe são o Amarelo e Verde, mas os goleiros e comissão técnica podem utilizar de outras cores em seus uniformes para facilitar a identificação.

## História
O clube criado em 1974, é oriundo da empresa rondonense, Cooperativa Agroindustrial Copagril, que rege administrativamente e financeiramente a agremiação. De início, a equipe era amadora e servia apenas como uma atividade recreativa, para os funcionários da instituição, seguindo essa linha, até o final da década de 90. A profissionalização veio apenas no início dos anos 2000, fato viabilizado pelo grande poderio econômico alcançado pela Cooperativa e do crescimento do futsal no Paraná. Nasce assim, à Copagril Futsal, um dos mais tradicionais times do salonismo nacional e estadual.
O primeiro título veio em 2001, com a conquista da Chave Bronze. Em 2004, depois de dois anos em busca do acesso, é campeã da Chave Prata, conseguindo desta forma, ascender à elite do futsal paranaense. Já 2006, é marcado pela melhor campanha do clube, até aquele momento na Chave Ouro, com um terceiro lugar. Em 2008, consegue um feito inédito entre equipes do estado, conquistando os Jogos Abertos Brasileiros em Jaraguá do Sul, neste mesmo ano é confirmada sua primeira participação na Liga Futsal.
O ano de 2009, veio a ser um dos mais importantes da história do clube, pois marcou a entrada da Copagril no grupo dos campeões do Campeonato Paranaense de futsal. O título foi conquistado com a vitória de 5 a 1 sobre o São Miguel, coroando o trabalho do técnico Marquinhos Xavier e do time dentro das quadras.
Dando seguimento ao ano anterior, em 2010, a equipe tem seu ápice, chegando à final da Liga Futsal . O sonho de ser campeã, no segundo ano de participação na competição não foi realizado. O time perdeu para a Malwee de Jaraguá do Sul, jogando em Santa Catarina, por 2 a 0, na segunda partida da final. O grupo comandado por Marquinhos Xavier chamou a de alguns órgãos da imprensa ao surpreender grandes nomes do futsal, como o São Caetano/Corinthians. No Paranaense, até mesmo pela atenção dada à Liga, à Copagril não conseguiu chegar à final.
O bicampeonato estadual veio em 2013 e, alguns meses depois, já em 2014, a Copagril conquistou a primeira Copa dos Campeões do Paraná, competição que reúne os últimos campeões do estado.
Já no ano de 2016 a equipe fez uma de suas melhores temporadas, conquistando o tricampeonato estadual e ficando na terceira colocação da Liga Nacional de Futsal com a segunda melhor campanha da competição. O time surpreendeu a vários favoritos, contando com o apoio da torcida, que geralmente lotou o Ney Braga, com uma média de público de mais de 3000 pessoas por partida, maior média da Liga Nacional do ano, paranado apenas no estrelado time sorocabano nos pênaltis. Este jogo teve inclusive todos os mais de 5000 ingressos vendidos em menos de 2 horas, após o início das vendas, algo nunca visto para um jogo de futsal.
Em 14 de novembro de 2019, a Associação Atlética Cultural Copagril anuncia novos projetos para as categorias de base e assim também uma pausa com o futebol de salão profissional.

## Títulos
| NACIONAIS | NACIONAIS                                | NACIONAIS | NACIONAIS         |
|           | Competição                               | Títulos   | Temporadas        |
| --------- | ---------------------------------------- | --------- | ----------------- |
|           | Jogos Abertos Brasileiros                | 1         | 2008              |
| ESTADUAIS |                                          |           |                   |
|           | Competição                               | Títulos   | Temporadas        |
|           | Campeonato Paranaense - Chave Ouro       | 3         | 2009, 2013 e 2016 |
|           | Campeonato Paranaense - Chave Prata      | 1         | 2004              |
|           | Campeonato Paranaense - Chave Bronze     | 1         | 2001              |
|           | Taça Paraná de Futsal                    | 3         | 2009, 2010 e 2012 |
|           | Torneio dos Campeões de Futsal do Paraná | 1         | 2014              |
|           | Jogos Abertos do Paraná                  | 2         | 2007 e 2008       |
| OUTROS    |                                          |           |                   |
|           | Competição                               | Títulos   | Temporadas        |
|           | Copa José Richa de Futsal                | 1         | 2011              |

### Campanhas de destaque
- Vice-Campeã do Campeonato Paranaense de Futsal Chave Ouro: 2012
- Vice-Campeã da Taça Paraná de Futsal: 2008
- Vice-Campeã da Liga Nacional de Futsal: 2010
- Terceiro lugar da Liga Nacional de Futsal: 2016
- Vice-Campeã da Superliga de Futsal: 2011

## Rivalidades
Os principais rivais do Copagril Futsal, são dois dos mais tradicionais clubes do futsal paranaense, o Cascavel Futsal e o Umuarama Futsal, o confronto com estas equipes é reconhecido pela forte mobilização da torcida e embates acirrados dentro da quadra.
A Copagril também possui a importante marca, de possuir maior numero de vitórias que qualquer time paranaense em seus respectivos confrontos diretos. O único time que havia mais vitórias em confrontos era o rival  Cascavel Futsal, porém esta marca foi ultrapassada com o recente declínio da serpente, que não fatura desde 2012 um título estadual.